# 大源乡 (将乐县)
大源乡是中国福建省三明市将乐县下辖的一个乡。

## 行政区划
大源乡共辖10个行政村，分别是：
溪源村、肖坊村、西田村、大源村、崇善村、将王坑村、增源村、廖家地村、长甲村、山坊村。